# Кижи
Ки́жский пого́ст, Ки́жи (также распространён вариант Кижи́, некоторыми филологами называемый «общепринятым»; карел. Kiži) — архитектурный ансамбль в составе Государственного историко-архитектурного музея «Кижи», расположенный на острове Кижи Онежского озера, состоящий из двух церквей и колокольни XVIII—XIX веков, окружённых единой оградой — реконструкцией традиционных оград погостов. Объект всемирного наследия ЮНЕСКО в России. Наиболее известный памятник русского деревянного зодчества.

## Название
Название «Кижи», по одной версии, происходит от вепсского слова kiz (kidz), что означает «мох (растущий на дне водоёмов)»; по другой версии, название восходит к вепсскому слову kiši «игрище, место для игр, праздников» (когнат из финского языка — kisa «состязание, игры»).
Широко распространено название с ударением на второй слог, однако в Заонежье традиционно используется ударение на первый слог.

## История
Первыми письменными источниками, с описанием Спасского Кижского православного прихода в составе Заонежских погостов, являются писцовые книги Обонежской пятины XVI века. В «Переписной и отказной книге крестьянских и бобыльских дворов Спасского Кижского погоста с деревнями и починками Олонецкого уезда» составленной стольником А. Б. Бренчаниновым и подьячим П. Курбатовым в 1696 году записано:

«… Погост Спасский в Кижах на Онего озере на Кижском острову, а на погосте строет церковь новую, теплую, клетцки, во имя Покрова Богородицы. Да в той же церкви построен предел во имя Николая Чудотворца, настоящая церковь Преображения Господне и прежняя Покрова Богородицы в прошлом 7202 году сгорели от молнии…»

Главными храмами прихода являлись церковь Преображения Господня и церковь Покрова Пресвятой Богородицы в Кижах, кроме этого к Кижскому приходу в XVI веке относились: церковь Святых апостолов Петра и Павла на озере Сандал, церковь Святого Ильи Пророка в Великой губе, церковь Троицы Живоначальной и Николы Чудотворца Клименецкого Свято-Троицкого монастыря.
К концу XVII века в Кижском погосте-округе были образованы ещё семь самостоятельных приходов с новыми главными храмами: церковь Николая Чудотворца в Чеболакше, церковь Успения Богородицы в Космозере, церковь Преображения Господня в Мелой Губе, церковь Святого Ильи Пророка в Типиницах, церковь Николая Чудотворца в Сенной Губе, церковь Великомученицы Варвары в Яндомозере, церковь Николая Чудотворца в Лижме. Храмы на острове Кижи оставались главными храмами всего Кижского погоста-округа.
В XVII веке новгородский купец Семён Гаврилов начал создавать металлургическое производство в заводском масштабе. Обнаружив медную руду, он начал в 1669 году строить меде-плавильный завод в Кижском погосте-округе. Его начинание воплотили в жизнь датские горнозаводчики Бутенант и Марселис. В 1696 году у них было уже три завода (два в Шуньге и один в Кижах). К концу XVII века в Кижском погосте-округе открылись ещё 2 новых завода. Заводы строились первоначально как медноплавильные, затем, вследствие убыточности, их переводили на производство железа. Крестьянское население относилось к строительству заводов враждебно, ввиду масштабного отвода заводчикам земельных участков и лесных угодий под разработку богатых рудами недр, введения для крестьян обязательной работы на заводах, подрыва кустарной добычи и обработки железа. Когда нежелавших работать на заводах крестьян Кижского погоста хотели принудить к этому силой, они под предводительством своего старосты напали на возчиков руды и на заводский посёлок с «пищальми, бердыши, и с рогатинами и с кистенями». Этот вооружённый протест был подавлен присланным отрядом стрельцов.
Самым крупным явилось восстание приписных крестьян в 1769—1771 годах. Руководители восстания крестьяне Климент Алексеевич Соболев из деревни Романовская Толвуйского погоста, Семён Костин, Андрей Сальников были «наказаны кнутом с вырезанием ноздрей и с поставлением знаков» и сосланы на вечную каторгу в Сибирь, на Нерчинские рудники. Десятки крестьян были отправлены на каторжные работы, отданы в рекруты, приговорены к телесным наказаниям.
После губернской реформы 1775 года погосты как административно-территориальные образования были упразднены. Границы Кижского прихода были значительно сокращены до размеров Кижской волости Петрозаводского уезда Олонецкой области Новгородского наместничества. Количество прихожан в Кижском приходе, по данным на 1785 год, составляло 2358 человек.
До 1827 года Кижский приход находился в ведении Архангельской епархии, а с 1827 года в ведении вновь созданной Олонецкой епархии.
Из справки «Историческое сведение о приходе Кижском Петрозаводского уезда», составленной в 1850-х годах исправляющим должность благочинного священника прихода Стефаном Ржановским:

«Селений или деревень в сем приходе 41. Отдаленнейшие из них деревни: Когда в 29, Усть-куома, Сибова, Ваев-наволок, Лариков остров в 10 верстах и прочие все близ церкви. В тех деревнях душ мужеска пола 1072, женска 1250. Они всегда были государственными и ни к какому иному месту или лицу не принадлежали. В царствование блаженныя памяти императора Петра Великого определены под ведомство Олонецких заводов и с того времени сверх государственных податей и земских повинностей исправляют заводскую работу, которая от заводского начальства в каждый год возлагается на них именем уроков. Работа сия состоит или в рубке дров или перевозке угля из лесу в завод же…».

В 1867 году в ходе своей поездки по северным губерниям России остров Кижи Олонецкой губернии посетил академик архитектуры Л. В. Даль.
В 1885 году на кладбище Кижского погоста был похоронен сказитель былин Трофим Рябинин.
На острове Кижи побывали Иван Билибин (в 1904), Игорь Грабарь (в 1909) и Михаил Красовский (в 1916). Билибин писал: «… нигде мне не приходилось видеть такого размаха строительной фантазии, как в Кижах. … Что за зодчий был, который строил такие церкви!»
Постепенно Кижи становятся известными в Российской империи: издаются почтовые открытки с видами Кижского погоста, а в 1911 году — картина художника И. М. Шлуглейта «На далёком Севере» с изображением Кижского погоста была приобретена императором Николаем II.

### После революции
В 1920 году, после Октябрьской революции, церкви Кижского погоста были поставлены на государственный учёт как памятники архитектуры, но отправление религиозных обрядов продолжалось. Из Охранного свидетельства от 11 августа 1920 года № 1847 о постановке на государственную охрану Кижского погоста:

«Удостоверяется, что две церкви во имя Преображения Господня 1714 г., церковь Покрова Пресвятой Богородицы, 1754 г. и колокольня Кижского погоста, как выдающиеся архитектурные памятники находятся под охраной Правительства и никаким видоизменениям и реквизиции икон и церковного убранства не подлежат».
— Архив Государственного Эрмитажа. Рукописный отдел. Ф. 4. Оп. 1. 1272. Л. 11.
В августе 1926 года комиссия под руководством реставратора Игоря Грабаря провела обследование главных храмов погоста.
Осенью 1937 года службы в Преображенской церкви и церкви Покрова Богородицы были полностью прекращены решением Комиссии по вопросам культа при Президиуме ЦИК СССР. Священник Алексей Степанович Петухов (1875—1937), назначенный в Кижский приход в 1933 году, был арестован 24 октября 1937 года сотрудниками Заонежского райотдела НКВД Карельской АССР, обвинён как участник «контрреволюционной повстанческой группы» и расстрелян в ноябре 1937 года.
В период оккупации Карело-Финской ССР во время Великой Отечественной войны часть икон из храмов погоста была вывезена в Финляндию. Впоследствии иконы были возвращены СССР.
2 октября 1945 года Постановлением ЦИК Карело-Финской ССР территория Кижского погоста была объявлена государственным заповедником.
В 1949—1966 годах проводились реставрационные работы храмов погоста. В январе 1966 года на базе главных храмов погоста был основан Государственный историко-архитектурный и этнографический музей-заповедник. 1 января 1966 года на базе архитектурного ансамбля Кижского погоста был основан Государственный историко-архитектурный музей «Кижи», куда помимо существующих на своих первоначальных местах построек было свезено большое количество часовен, домов и хозяйственных построек из Заонежья и других регионов Карелии.
В 1990 году Кижский погост вошёл в Список Всемирного наследия ЮНЕСКО, в 1993 году указом Президента Российской Федерации архитектурное собрание музея под открытым небом включено в Государственный свод особо ценных объектов культурного наследия народов Российской Федерации.
В 1993 году был вновь создан Кижский православный приход, 20 августа 1994 года в церкви Покрова Богородицы отслужил божественную литургию епископ Петрозаводский и Олонецкий Мануил. Все храмы, находящиеся на территории музея-заповедника «Кижи», входят в состав Спасо-Кижского Патриаршего подворья.
Летом 2000 года остров Кижи и его храмы посетил Патриарх Московский и всея Руси Алексий II, летом 2010 года — Патриарх Московский и всея Руси Кирилл.

## Достопримечательности Кижского погоста

### Преображенская церковь
Церковь Преображения Господня (1714) — самое известное сооружение ансамбля. 6 июня 1714 года произошла закладка алтаря церкви: «Обложися сей олтарь Господа Бога и Спаса нашего Іисуса Христа Боголепного Преображения Господня по плоти от Рождества Христова АΨДI года июня 6 дня…» — гласила надпись на кресте, который находился в алтаре церкви.
Преображенская церковь — памятник федерального значения, памятник культурного наследия России (особо ценный объект). Её прообразом считается Церковь Покрова Пресвятой Богородицы (1708) в Вологодской области.
Существующая церковь возведена на месте старой, сгоревшей от удара молнии. Настоящие имена создателей церкви неизвестны. Высота церкви — 37 м. Сруб церкви рублен в традициях русского плотничьего ремесла — без гвоздей. Когда говорят, что церковь построена без гвоздей, ошибаются. На самом деле, гвозди есть, только не в самом здании, а в куполах. По своему типу храм — «летний» неотапливаемый, зимой в нём богослужения не проводят. Преображенская церковь представляет тип восьмериковых ярусных церквей. Храм имеет простой крестовый план. Основой композиции сооружения является восьмигранный сруб — «восьмерик» — с четырьмя двухступенчатыми прирубами, расположенными по сторонам света. Алтарный восточный прируб имеет в плане форму пятиугольника. С запада к основному срубу примыкает невысокий сруб трапезной (нартекса). На нижний восьмерик последовательно поставлены ещё два восьмигранных сруба меньших размеров.
Церковь увенчана 22 главами, размещёнными ярусами на кровлях прирубов и восьмериков, имеющих криволинейную форму типа «бочки». Форма и размеры глав меняются по ярусам, что придаёт своеобразный ритмический рисунок облику церкви. Трапезная перекрыта трёхскатной крышей. Вход в церковь выполнен в форме двухвсходного крытого крыльца на консолях. Церковь была обшита тёсом в начале XIX века, главки покрыты лужёным железом. Обшивка была разобрана и восстановлены тесовые и лемеховые кровли во время реставрации 1950-х годов под руководством архитектора Александра Ополовникова.
Иконостас четырёхъярусный, составлен из 102 икон. Датировка рамы иконостаса окончательно не определена: вторая половина XVIII века — начало XIX века. Иконы по времени написания и стилистическим особенностям делятся на три группы: две старейшие иконы — «Преображение Господне» и «Покров Пресвятой Богородицы» — датируются концом XVII века и типичны для «северного письма». Основная часть нижнего «местного» ряда иконостаса представляет вторую группу икон, относящуюся ко второй половине XVIII века. Иконы трёх верхних ярусов иконостаса составляют третью группу и датируются первой третью XVIII века, привозные.
Сруб церкви поставлен без фундамента на каменную забирку, только под западный придел церкви подведён бутовый фундамент на известковом растворе (1870). Углы церкви рублены «в обло», внутренние углы в интерьере церковного помещения и углы апсиды рублены «в лапу». Материал рубки — сосна. Кровли трапезной, крыльца и полиц выполнены из сосновой и еловой доски по берёсте. Лемех главок и «бочек» — осиновый.

### Покровская церковь
Церковь Покрова Пресвятой Богородицы представляет вытянутый прямоугольник с пятигранной алтарной частью на востоке. Построена в 1694 году, сгорела (перестроена в 1764 году). Высота церкви — 26 м, общая длина — 32 м, ширина — 8 м, материал — сосна, осина. Реставрирована по проекту А. В. Ополовникова в 1949—1959 годах.
Этот храм — «зимний» (то есть отапливаемый), службу в нём ведут с 1 октября и до Пасхи.

### Колокольня
Колокольня построена в 1863—1874 годах на месте старой шатровой колокольни, которая была «скрыта за ветхостью» в 1862 году. Проект и смета новой колокольни были рассмотрены Губернской строительной комиссией ещё в 1854 году по представлению Благочинного Священника Стефана Романовского. В 1872 году И. И. Копошевым был представлен проект перестройки колокольни «в связи с невозможностью утвердить восьмерик её». В 1874 году проведены работы по перестройке колокольни, по-видимому, верхней её части. В 1900 году в результате ремонта были разобраны полицы, образовывавшие карнизный поясок по всему периметру четверика в уровне второго перекрытия, и декоративные фронтончики на скатах шатра.
В 1951—1954 годах были заменены кровли колокольни и несколько столбов звонницы. Значительная реставрация колокольни была осуществлена в 1991 году.

### Деревянная ограда
Ограда длиной около 300 м, представляет бревенчатый сруб с двускатной крышей на высоком фундаменте из валунов. Главный вход на погост расположен возле церкви Покрова Пресвятой Богородицы, в середине расположены двустворчатые ворота. Воссоздана в 1959 году по образцу сохранившихся на Севере бревенчатых оград погостов по проекту А. В. Ополовникова.

### Кладбище
В 1885 году на кладбище Кижского погоста был похоронен сказитель былин Трофим Рябинин.

## Память
- Мемориальная доска
 о Кижском восстании 1771 года
- Мемориальная доска
 о захоронении Т. Г. Рябинина

## Монеты и почтовые марки
- Почтовая марка СССР (1968)
- Почтовая марка России (2008)
- Монета Банка России 3 рубля, реверс. Серебро. (1995)
- Первый выпуск стандартных почтовых марок Российской Федерации. Архитектурный ансамбль «Кижи» в Карелии.